# カムショット
カムショット（英：cum shot）は、 ポルノ映画における用語で、作品の全体的な重要性または収益を生み出す可能性にとって不可欠であると考えられているマネーショットの一種 。カムショット自体は、ハードコアのポルノ映画で男性の演者が観る者にはっきりそれとわかるようにぶっかけをするシーンを指す。  

## 解説
アメリカでは映像分野においていわゆる金になる映像をマネーショットと呼んでおり、これはみる側がわざわざ金を出すのはこの瞬間を見るためであり、アメリカにおいて射精シーンをマネーショットと呼ぶのは、プロデューサー側による用語で、男性俳優に余分にお金を払うによることからきている。そしてみる側がわぎわぎ金を出すのはこの瞬間を見るためであり、演者もそうすることで出演料を割り増ししてもらえることからこう呼ばれるようになったと考えられている 。  
『The Film Maker's Guide to Pornography』の著者であるSteven Ziplowによれば、「中出し、またはある意味では「マネーショット」は映画の最も重要な要素であり、他のすべての要素（必要な場合）はそのショットのための引き立てになる。」   とし、またこれは視聴者が当該ショットを見るために支払うために撮影される瞬間の像であるとしている  。 
リンダ・ウィリアムズは自身の著書である『Hard Core』で、マネーショットそれ自体が単に望まれているのではなく、性別が本物であることを聴衆に証明するためであると主張している。 
男性側は相手の顔や身体に向かって射精するように要求されるのであるが、パットンは(Patton, Cindy (1996) Fatal Advice: How Safe-Sex Education Went Wrong, Durham, NC: Duke University Press.)、HIV感染のリスクを負う業界にあって、こういったやり方が想定外のセーフセックスになっていると指摘する。
ウィリアムズは男性はそのシーンを観ることでそこに自身の性的(自慰的)快感を重ね同一化をおこなっているのだとする。また、ハードコアのポルノは組る者に対して「本当の」 セックスとはこういうものであるというメッセージを伝えようとするが、この射精シーンを見せるということはその流れの一部でもあるとも考えられるとしている。
コーネルによると (Cornell, Drucilla (2000) Introduction, in Feminism and Pornography, Oxford University Press, 1-15.)このような射精シーンが最優先される裏にはポルノグラフィにおいて男根中心主義があるのだという指摘とともに、女性がオーガズムに達する場面も音や身もだえといったもので可視的に表されているということもあるが、そういうフリをすることも可能であるため、この一見等価とも思えるシーンについてはさらに議論の余地があるとしている。
男性の場合、要求されて射精をすることに快感を覚えない場合もあり、また、苦痛を伴う場合もあるとしている。